# Guntheuca
Guntheuc of Gondioque (ongeveer 495 – ongeveer 532) was de dochter van de laatste koning van Bourgondië.  
Haar leven verliep niet bepaald over rozen. Zij was eerst getrouwd met Chlodomer, de koning van het op Orléans gecentreerde Frankische koninkrijk, de overwinnaar van haar vader. Samen kregen zij drie kinderen: Gunthar, Theudebald en Chlodoald (later heilig verklaard als Sint-Cloud).
Haar man viel in de strijd tegen de Bourgondiërs. Als straf moordden haar Frankische zwagers een groot deel van haar Bourgondische familie uit.
Zij werd nadien gedwongen te trouwen met een broer van haar eerste echtgenoot, Chlotarius I, koning van het op Soissons gecentreerde Frankische koninkrijk. Haar eerst en tweede kind, Gunthar en Theudebald, werden vervolgens eigenhandig door haar tweede echtgenoot vermoord; alleen de jongste zoon, Chlodoald, wist onder bescherming te ontkomen naar het klooster. De bescherming van haar schoonmoeder, Clothilde, de vrouw van Clovis I, eveneens een Bourgondische prinses, maar dan uit de vorige generatie, wier vader en moeder mogelijk door de vader of een oom van Guntheuca, Gundobad, waren vermoord, slaagde er niet in haar twee oudste kinderen en Clothildes kleinkinderen van hun ooms te redden.
Haar vierde kind Chramnus kwam als gevolg van haar gedwongen huwelijk na 524 met Chlotarius ter wereld.